# Mikoian-Gurevici MiG I-250(N)
Mikoian-Gurevici MiG I-250(N) a fost un avion de vânătoare sovietic. Pentru a contracara introducerea avioanelor germane propulsate de turboreactoare precum Me 262, Uniunea Sovietică a demarat un program prioritar în 1944 pentru a dezvolta un avion de vânătoare de mare performanță. Deși avionul era în mare măsură convențional, avea un nou sistem de propulsie: un motoreactor.
Primul prototip a zburat pe 3 martie 1945. Pe 5 iulie 1945, s-a prăbușit din cauza unei avarii la coada avionului. Pilotul de încercare Aleksandr Deiev a murit în accident. Testele au continuat cu al doilea prototip. În același timp, prima serie de 50 de avioane a fost comandată. Totuși dezvoltare avionului s-a confruntat cu probleme numeroase, și nu era încă pregătit să treacă stadiul de evaluare. Între timp, proiectanții sovietici au construit primele avioane de vânătoare cu reacție, MiG-9 și Yak-15, avionul I-250 fiind deja învechit. S-a încercat transferarea proiectului către Aviația Navală, însă avionul nu a fost omologat. Proiectul a fost oprit în 1948. În cazul în care avionul intra în dotare, denumirea MiG-13 era rezervată pentru acest model.